# Ayumi Tachihara
Ayumi Tachihara (立原あゆみ), né le 27 novembre 1946 à Chiba (Japon), est un mangaka japonais. 
Il débute en 1970 avec Dabu Dabu. En France, il est principalement connu pour Tsubasa, les ailes d'argent, manga publié en 2003 chez Panini Comics.